# Martin Fröst
Anders Martin Fröst, född 14 december 1970, är en svensk klarinettist och dirigent. Som klarinettist uppträder han internationellt och anses vara en av de mest kända instrumentala solisterna.

Han är den första klarinettisten som tilldelats en av den klassiska musikens största utmärkelser, Léonie Sonnings musikpris. Han är också den enda blåsare som har utsetts till Artist in Residence hos Amsterdams Concertgebouworkest (för säsongen 2022/23).  Han utsågs till chefsdirigent för Svenska kammarorkestern 2019.
Fröst har uppträtt som solist med de flesta av världens ledande orkestrar, däribland New York Philharmonic, Concertgebouworkest, London Symphony Orchestra, Gewandhausorkestern Leipzig, Los Angeles Philharmonic, Munich Philharmonic, Elbphilharmonie Orchestra, NHK Symphony Orchestra, Wienerfilharmonikerna och Tonhalle-Orchester Zürich.
Fröst utvecklar också multimedieprojekt med musik, koreografi och ljusdesign, där han framträder som klarinettist, dirigent, textförfattare och "ceremonimästare". Han överskrider musikaliska och mediala gränser.
 Fröst omdefinierar vad det innebär att vara klarinettist på 2000-talet och omdefinierar vad en orkester kan vara.

## Uppväxt och utbildning
Martin Fröst föddes i Uppsala, och började sina musikstudier på violin vid fem års ålder. Vid nio bytte han till klarinett efter att ha hört en inspelning av Jack Brymer, som spelade Mozarts Klarinettkonsert.
Fröst inledde sin musikutbildning på Härnösands folkhögskola med Inge Magnusson som klarinettpedagog. Han studerade därefter vid Kungliga Musikhögskolan i Stockholm för Sölve Kingstedt och Kjell-Inge Stevensson samt vid Högskolan för musik och teater i Hannover för Hans Deinzer.  Hans första konsertframträdande var vid 17 års ålder med Kungliga Musikaliska Akademiens orkester.

## Karriär
Som klarinettist har Fröst uppträtt med flera orkestrar i Europa, USA, Japan och Kina. Under säsongerna 2006/07 och 2008/09 var han artist i serien "Junge Wilde" på Konzerthaus Dortmund. Angående sin repertoar säger Fröst: "Jag har faktiskt spelat nästan allt som är rätt och bra för klarinetten." Det här inkluderar också specialskrivna verk av samtida kompositörer, däribland John Adams, Krzysztof Penderecki, Anna Clyne, Anders Hillborg, Kalevi Aho, Rolf Martinsson, Bent Sørensen, Victoria Borisova-Ollas, Karin Rehnqvist och Sven-David Sandström.  Dirigenter som han har arbetat med är bland andra  Kirill Petrenko, Riccardo Chailly, Esa-Pekka Salonen, Gustavo Dudamel, Alan Gilbert, Paavo Järvi, Klaus Mäkelä, David Zinman, Vladimir Ashkenazy, Lahav Shani, Alain Altinoglu, Nicholas Collon, Maxim Emelyanychev, Jakub Hrusa, Hannu Lintu, Andrew Manze, Gianandrea Noseda, Jonathan Nott, Sakari Oramo och Osmo Vänska. Bland kammarmusikpartnerna finns följande Janine Jansen, Yuja Wang, Quatuor Ebene, Antoine Tamestit, Leif Ove Andsnes, Lucas Debargue, Roland Pöntinen, Nikolaj Szeps-Znaider och Joshua Bell.
Hans yngre bror Göran skriver också för honom, framför allt klezmermusik. 1998 bröt Fröst ny mark med framföranden av Anders Hillborgs klarinettkonsert Peacock Tales med inslag av mimik och dans, ett verk som har framförts över 300 gånger i världen.
Fröst var konstnärlig ledare för den svenska musikfestivalen Vinterfest i tio säsonger fram till 2015. Han var gemensam konstnärlig ledare för Stavanger International Chamber Music Festival 2010, och tjänstgjorde där fram till 2015. Han har varit dirigent och samarbetat med Norrköpings symfoniorkester, varit konstnärlig partner med Saint Paul Chamber Orchestra och har haft flera residens vid Wigmore Hall i London. 
Han var Artist in Residence under säsongen
- 2018–2019 hos hr-Sinfonieorchester i Frankfurt[15] samt hos Bamberger Symphoniker[16]

- 2019–2020 hos Tonhalle-Orchester Zürich[17]
- 2022–2023 verksam vid Koninklijk Concertgebouworkest i Amsterdam.[18]
- 2023–2024 verksam vid Orchestre de la Suisse Romande.

Den 5 januari 2023 var Martin Fröst solist på Concergebouw i Amsterdam i världspremiären av klarinettkonserten Weathered av den brittiska kompositören Anna Clyne. (speltid: 27 minuter).
Under säsongen 2025-2026 kommer Fröst att vara Artist in Residence med NDR Elbphilharmonie Orchester.

## Priser och utmärkelser
- 1997 – 1:a pris Geneva Competition
- 1997 – Nippon Music Award
- 2003 – Borletti-Buitoni Trust Award[21]
- 2003–05 – BBC Radio 3 New Generation Artist
- 2007 – Dagens Nyheters kulturpris [22]
- 2008 – Ledamot av Kungliga Musikaliska Akademien
- 2009 – Kungliga Musikaliska Akademiens Interpretpris
- 2012 – Lunds Studentsångförenings solistpris
- 2012 – Medaljen Litteris et Artibus
- 2014 – Léonie Sonnings musikpris
- 2016 - Instrumentalist of the Year Award in the category clarinet, for the CD "Roots" [23]
- 2021 - Instrumentalist of the Year Award in the category clarinet, for the CD "Vivaldi" (2019/2020)[24]

## Diskografi
Martin Fröst har en omfattande diskografi för BIS, men hans senaste album är utgivna på Sony Classical. Hans Mozart-inspelning har sålts i mer än 200 000 exemplar.

### Album

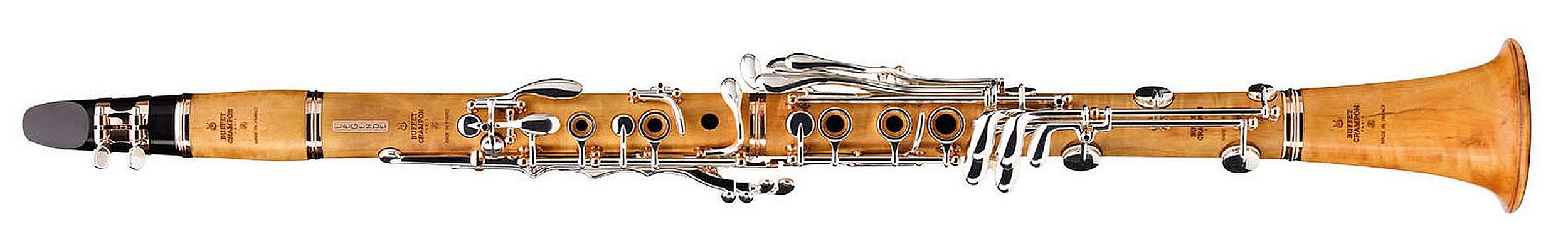
På denna vintage boxwood klarinett i Bb av Buffet Crampon spelar Fröst Vivaldi.

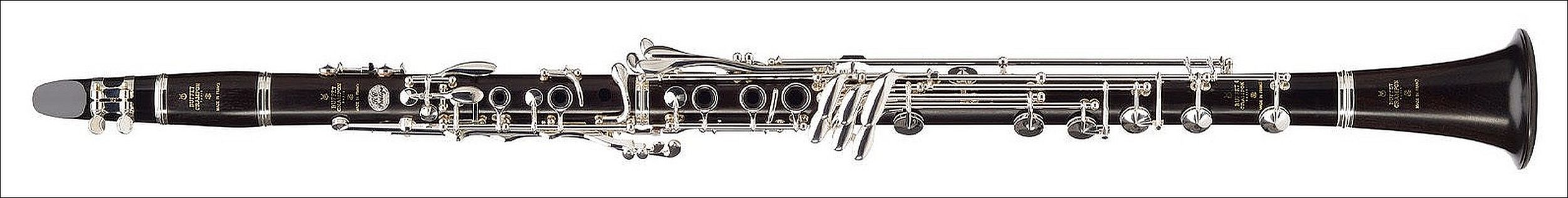
... och på denna Prestige basettklarinett i A, som är ca 23 cm längre, Mozart's konsert KV 622.

- 1994 – Krzysztof Penderecki (CD-652)
- 1994 – French Beauties and Swedish Beasts (CD-693)
- 1997 – Close Ups (CD-744)
- 1997 – 'Hekas! (CD-818)
- 1998 – Clarinet Concertos Dedicated to Benny Goodman (CD-893)
- 2000 – The Pied Piper of the Opera – Opera paraphrases on the clarinet (CD-1053)
- 2002 – James MacMillan: The Confession of Isobel Gowdie (CD-1169)
- 2003 – Schumann: Works for Clarinet & Piano (CD-944)
- 2003 – Mozart : Clarinet Concerto & Quintet (SACD 1263)
- 2004 – Holmboe: Concertos for Piano, Clarinet and Oboe; Beatus Parvo (CD-1176)
- 2005 – Karin Rehnqvist: Arktis Arktis! (CD-1396)
- 2005 – Brahms: Clarinet Sonatas & Trio (SACD-1353)
- 2006 – Weber: Clarinet Concertos (SACD-1523)
- 2008 – Crusell: The Three Clarinet Concertos (SACD-1723)
- 2010 – Fröst & Friends (SACD-1823)
- 2011 – Dances to a Black Pipe (SACD-1863)
- 2013 – Martin Fröst plays Mozart (SACD-1893)
- 2014 – Martin Fröst plays Brahms (SACD-2063)
- 2014 – Mozart: The Quintets (CD-9046)
- 2014 – Martin Fröst plays Nordic Concertos (CD-2123)
- 2015 – Roots (Sony Classical 8887-506529-2)
- 2017 – Messiaen: Quatuor pour la Fin du Temps (Sony Classical 8898-536310-2)
- 2020 –  Martin Fröst & Concerto Köln – Vivaldi
- 2022 – Martin Fröst & Friends - Night Passages[25]

## Projekt
Sedan 2013 har Fröst vartannat eller vart tredje år iscensatt ett projekt där han arbetar som klarinettist, dirigent, textförfattare, "ceremonimästare", skådespelare och ibland som dansare. Han uppträder i samarbete med Kungliga Filharmonikerna i Stockholm, kompositörer, koreografer och ljustekniker. De projekt som presenteras heter Dollhouse, Genesis, Retropia och Exodus. Med dessa projekt är Fröst både en trendsättare och en traditionsbärare som öppnar nya dörrar för vad klassisk musik kan innebära.

### Dollhouse (2013)
På Dollhouse blev kompositioner av Göran Fröst, Paul Dukas, Bent Sörensen, Manuel de Falla och Anders Hillborg, liksom koreografi och ljus, en enhet. Det var Frösts första samarbete med ljusdesignern och koreografen Linus Fellbom. Världspremiären var i oktober 2013 med en längd på ca 1:35 h.
Konstnären säger på sin webbplats: "Dollhouse handlar mycket om frigörelse, både i fysisk och symbolisk form, om de osynliga trådar som håller oss fast vid jorden, binder oss samman och kan slitas bort. Det är en konsert med rörelsen i centrum, en metafor i fotspåren av Petrusjka och Pinocchio."

### Genesis (2015)
Genesis är ett program med verk från ett årtusende av musikhistoria, från grekisk musik från 200-talet (Mesomedes) till kompositioner av Hildegard von Bingen, Telemann, Piazzolla, Messiaen, Lutoslawski och Hillborg, för att nämna några. Däremellan folkmusik av Bartók och klezmerdanser av Goran Fröst. Gammal och ny musik och musik från hela världen kombineras. "Allt hänger ihop, och musiken speglar också människor", säger Fröst..
Föreställningen varar ca 1:42 h.

### Retropia (2018)
Retropia, Retro och Utopia, där man ser tillbaka, men också utformar framtida musikformer. I retropia hör vi ouvertyren till Mozarts Figaros bröllop, följt av Beethovens fjärde symfoni. I musikens nutid skildras: Exodus: Departure för soloklarinett (urpremiär) av den ryskfödda och i Sverige bosatta kompositören Victoria Borisova-Ollas, Angelus novus för kammarorkester av den svenske kompositören Jacob Mühlrad och Nomadia för klarinett och kammarorkester av Göran och Martin Fröst, medan framtiden antyds i Emerge för klarinett, orkester och gestrument av Jesper Nordin. Rörelsesensorer på klarinetten ser till att varje rörelse Fröst omvandlas till musik. "I Emerge har jag och Martin försökt hitta framtidens musik, blanda teknik genom min teknik gestrument - gest-instrument - där man kan spela på en virtuell orkester samtidigt som man spelar på sin klarinett och dirigerar den levande orkestern och hitta nya sätt att uttrycka sig", säger Nordin.
Fröst: "Stycket ger ett gestrument, det heter 'Space in the Air' och innehåller musik-DNA. När jag rör vid luften förvandlas den till ljud, som skapas av en infraröd kamera. Jag kan spela med fingrarna i luften, för vilket jag behöver en koreograf för rörelserna. Och det är också ett slags framtid för musiken. I början av stycket säger jag: Vart tar musiken vägen? Kan jag känna den? Går den till framtiden? Kan jag röra vid henne? Och sedan sätter jag bokstavligen min hand i luften mellan mig och publiken och plötsligt uppstår ett ljud. Det är alltså ett samtal mellan mig, gestinstrumentet, rummet och orkestern bakom mig. Det är faktiskt ganska spännande."
Urpremiären skedde den 18 maj 2018 i Stockholm. Föreställningen varar ca 1:45 timmar med tillägg av Klezmerdansen nr 2 för klarinett och stråkorkester av Göran Fröst.

### Xodus (2022)
Ett år försenat på grund av pandemin kom projektet, ursprungligen Exodus, på scen under namnet "XODUS (The Way Out Lies Within)" den 5 maj 2022 i Konserthuset Stockholm med deltagande av mer än 100 personer och levande målning på en storbildsskärm, föreställningstid ca 75 minuter. Texter med engelsk undertext och livebilder är av multikonstnären Jesper Waldersten. Fröst uppträdde som klarinettist, dirigent för Kungliga Filharmonikerna i Stockholm och en kammarkör, och återigen som "master of ceremonies". Konserthuset har lagt ut en video av föreställningen på nätet, samt en kort introduktion som anger alla musiktitlar som arrangerats för verket. Dessa inkluderar kompositioner av Johann Sebastian Bach, Georg Friedrich Händel, Wolfgang Amadeus Mozart, Johannes Brahms, Giuseppe Verdi och Béla Bartók å ena sidan, å andra sidan, samtida stycken av de svenska kompositörerna Hans Ek, Anders Hillborg, Göran Fröst, Annamaria Kowalsky, samt ett arrangemang av traditionella stycken av den spanske klarinettisten och arrangören Alberto Álvarez García. Den svenske ljusdesignern Linus Fellbom, som främst arbetar med teater, opera och dans, stod för ljusdesign och regi.
I en recension står det: "Musikern Martin Fröst och konstnären Jesper Waldersten tänjer på gränserna för vad en klassisk konsert kan vara."

## Martin Fröst-stiftelsen
Fröst bildade 2019 en stiftelse vars syfte är att ge barn och ungdomar i Sverige och andra länder möjlighet till musikundervisning och tillgång till instrument.

## Personligt liv
Fröst bor i Stockholm med sin fru Karin, född Berglund, och två barn.